# Powiat Hameln-Pyrmont
Powiat Hameln-Pyrmont (niem. Landkreis Hameln-Pyrmont) – powiat w niemieckim kraju związkowym Dolna Saksonia. Siedziba powiatu znajduje się w mieście Hameln.

## Podział administracyjny
Powiat Hameln-Pyrmont składa się z:
- 4 miast
- 4 samodzielnych gmin (niem. Einheitsgemeinde)

Miasta:
| Lp. | Nazwa miasta          | Ludność (31.12.2008) | Powierzchnia km² |
| --- | --------------------- | -------------------- | ---------------- |
| 1   | Bad Münder am Deister | 17.912               | 107,69           |
| 2   | Bad Pyrmont           | 20.920               | 61,96            |
| 3   | Hameln                | 58.267               | 102,30           |
| 4   | Hessisch Oldendorf    | 19.312               | 120,38           |

Gminy samodzielne:
| Lp. | Nazwa gminy    | Ludność (31.12.2008) | Powierzchnia km² |
| --- | -------------- | -------------------- | ---------------- |
| 1   | Aerzen         | 11.436               | 105,06           |
| 2   | Coppenbrügge   | 7.632                | 89,81            |
| 3   | Emmerthal      | 10.822               | 115              |
| 4   | Salzhemmendorf | 10.097               | 94,39            |